# Astragalus crassicarpus
Espèce
Classification APG III (2009)
Statut de conservation UICN

 LC  : Préoccupation mineure
Astragalus crassicarpus est une espèce de plantes à fleurs de la famille des Fabaceae. C'est une plante herbacée originaire d'Amérique du Nord.

## Description
Cette astragale est une plante herbacée pérenne.

## Répartition et habitat
Elle est originaire du Canada et des États-Unis.

## Nomenclature et systématique
Cette espèce a reçu d'autres appellations, synonymes mais non valides :
- Astragalus carnosus Pursh
- Astragalus carnosus Nutt.
- Astragalus caryocarpus Ker. Gawl.
- Astragalus succulentus Richardson
- Geoprumnon crassicarpum (Nutt.) Rydb.
- Geoprumnon succulentum (Richardson) Rydb.
- Tragacantha caryocarpa (Ker. Gawl.) Kuntze